# Kruševo (Republika Serbska)
Kruševo (cyr. Крушево) – wieś w Bośni i Hercegowinie, w Republice Serbskiej, w gminie Foča. W 2013 roku liczyła 119 mieszkańców.